# Tahat
Tahat (arabiska: جبل تاهات, Dschabal Tahat) är ett berg i den algeriska delen av Sahara. Toppen når 2 918 meter över havet och är Ahaggarbergens och Algeriets högsta punkt.